# NSDK
NSDK (ou NS-DK) est un environnement de développement complet développé par la société Nat System. Son but est la réalisation d'applications graphiques d'envergure à fort volume. Il se veut simple d'utilisation pour assurer une maîtrise rapide de son environnement de développement et favoriser le travail collaboratif. Il s'appuie sur le langage de programmation maison NCL. Natstar a pris sa suite.

## Historique des versions
| Version | Sortie        |
| ------- | ------------- |
| 1.53.00 | 15 avril 1996 |
| 3.00    |               |
| 5.00.1  | novembre 2006 |
| 5.2.1   | janvier 2008  |
| 6.00    | 15 mars 2010  |
| 10.0    | janvier 2017  |
| 11.0    | octobre 2020  |